# Frederik Willem de Klerk
Frederik Willem de Klerk (født 18. marts 1936 i Johannesburg, død 11. november 2021 i Cape Town) var den sidste præsident i apartheidæraen i Sydafrika og sad fra september 1989 til maj 1994. De Klerk var også leder af partiet National Party fra februar 1989 til september 1997.
De Klerk er bedst kendt for at være en af hovedmændene bag afslutningen af apartheid, Sydafrikas raceadskillelsespolitik, og for at støtte omdannelsen af Sydafrika til et multietnisk demokrati ved at indtræde i forhandlingerne der resulterede i at alle borgere inklusive det sorte flertal fik lige rettigheder. Han delte Nobels fredspris med Nelson Mandela i 1993 for sin rolle ved afslutningen af apartheid.
Han var vicepræsident under Nelson Mandelas præsidentperiode indtil 1996. I 1997 trak han sig tilbage fra politik.
De Klerk døde 11. november 2021 af lungehindekræft i sit hjem i Cape Town.

## Historiske registreringer
- 14. august 1989 - Sydafrikas præsident Pieter Willem Botha går af på grund af politiske uenigheder med udenrigsminister Frederik Willem de Klerk, der dagen efter overtager præsidentposten.